# 2015-ös Radio Disney Music Awards
A 2015-ös Radio Disney Music Awards időpontja április 25-én volt a Microsoft Theater csarnokba Los Angelesben, de ünnepséget április 26-án mutatták be a Radio Disneyn és Disney Channelen. Ez volt az első alkalom, hogy a jelölteket jelentették Disney Channelen mutatták be.

## Jelöltek és nyertesek
A jelölteket  február 27-én jelentették be.
| - Ariana Grande - Meghan Trainor - Taylor Swift - Ed Sheeran - Nick Jonas - Pharrell Williams - Fifth Harmony - One Direction - 5 Seconds of Summer - Charli XCX - Echosmith - Shawn Mendes - Harmonizers – Fifth Harmony - Directioners – One Direction - R5Family – R5 - "Problem" – Ariana Grande feat. Iggy Azalea - "All About That Bass" – Meghan Trainor - "Shake It Off" – Taylor Swift - Ariana Grande @arianagrande - Taylor Swift @taylorswift13 - 5 Seconds of Summer @5SOS - "Really Don't Care" – Demi Lovato feat. Cher Lloyd - "Wrapped Up" – Olly Murs feat. Travie McCoy - "Somebody To You" – The Vamps feat. Demi Lovato | - "The Heart Wants What It Wants" – Selena Gomez - "Really Don't Care" – Demi Lovato feat. Cher Lloyd - "Heartbreak Heard Around the World" – Jacob Latimore feat. T-Pain - "Can't Blame a Girl for Trying" – Sabrina Carpenter - "Jealous" – Nick Jonas - "Steal My Girl" – One Direction - "Young Blood" – Bea Miller - "Cool Kids" – Echosmith - "Geronimo" – Sheppard "Sugar" – Maroon 5 - "Happy" – Pharrell Williams - "Smile " – R5 - "Shower" – Becky G - "Boss" – Fifth Harmony - "Classic" – MKTO - "Shake It Off" – Taylor Swift - "All About That Bass" – Meghan Trainor - "Too Cool To Dance" – Eden xo - Becky G - Zendaya - Ariana Grande - 5 Seconds of Summer - R5 - The Vamps |

## Különdíjak
Jennifer Lopez kapta meg a hős díjat, elismerve az ő jótékonysági munkáit szerte a világon.

## Fordítás
- Ez a szócikk részben vagy egészben  a(z)   2015 Radio Disney Music Awards című angol Wikipédia-szócikk ezen változatának fordításán alapul.  Az eredeti cikk szerkesztőit annak laptörténete sorolja fel. Ez a jelzés csupán a megfogalmazás eredetét és a szerzői jogokat jelzi, nem szolgál a cikkben szereplő információk forrásmegjelöléseként.